# Wewelsburg
Wewelsburg (pronunciati [ˈveːvəlsˌbʊɐ̯k]) è un castello situato nella località di Büren nella Renania Settentrionale-Vestfalia (Germania). Il castello ha la sagoma di un triangolo.
È conosciuto per essere stato dal 1934 il centro ideologico e mistico delle SS, scelto da Heinrich Himmler, capo delle SS e poi ministro dell'Interno del Terzo Reich.

## Storia moderna

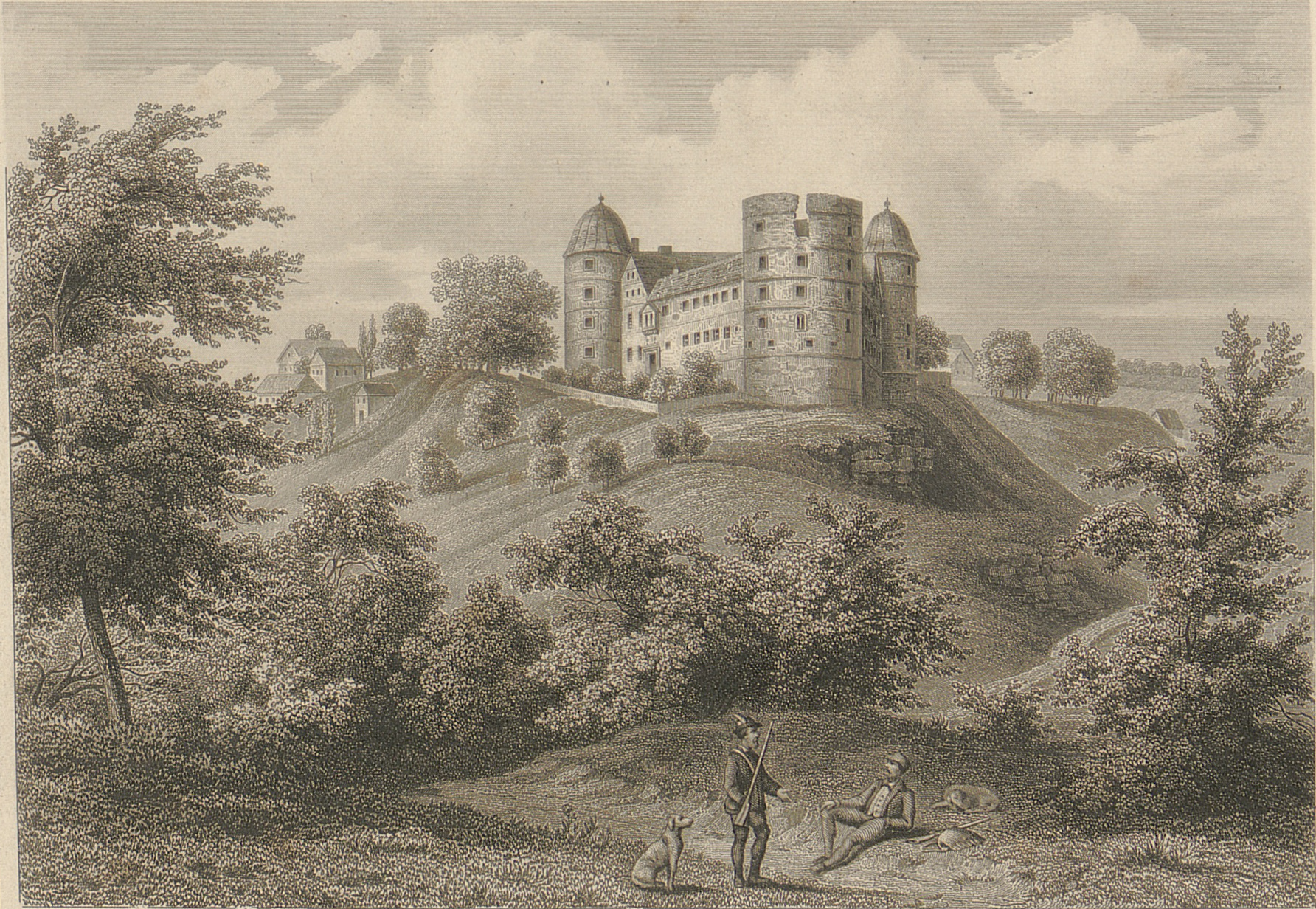
Il castello in una stampa del 1872

Il castello di Wewelsburg è stato costruito fra il 1603 e 1609 dal vescovo-principe di Paderborn Dietrich von Fürstenberg. Si trova in una frazione della città di Büren nel circondario di Paderborn, vicino a quello che si riteneva essere il luogo della Battaglia della foresta di Teutoburgo. La leggenda narra che all'interno delle mura del castello durante il 1600 migliaia di donne ritenute streghe sono state dapprima torturate e poi uccise. Nel 1802 il castello è passato sotto proprietà della Prussia e 13 anni dopo è stato colpito da un incendio che ne ha distrutto la Torre Nord.

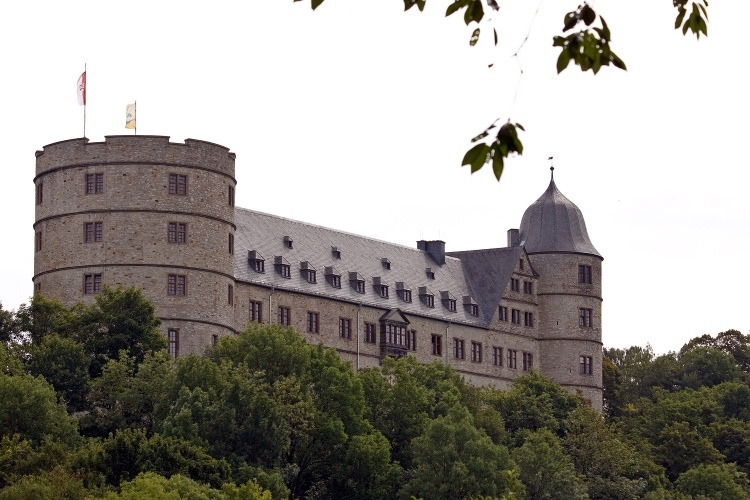
Wewelsburg

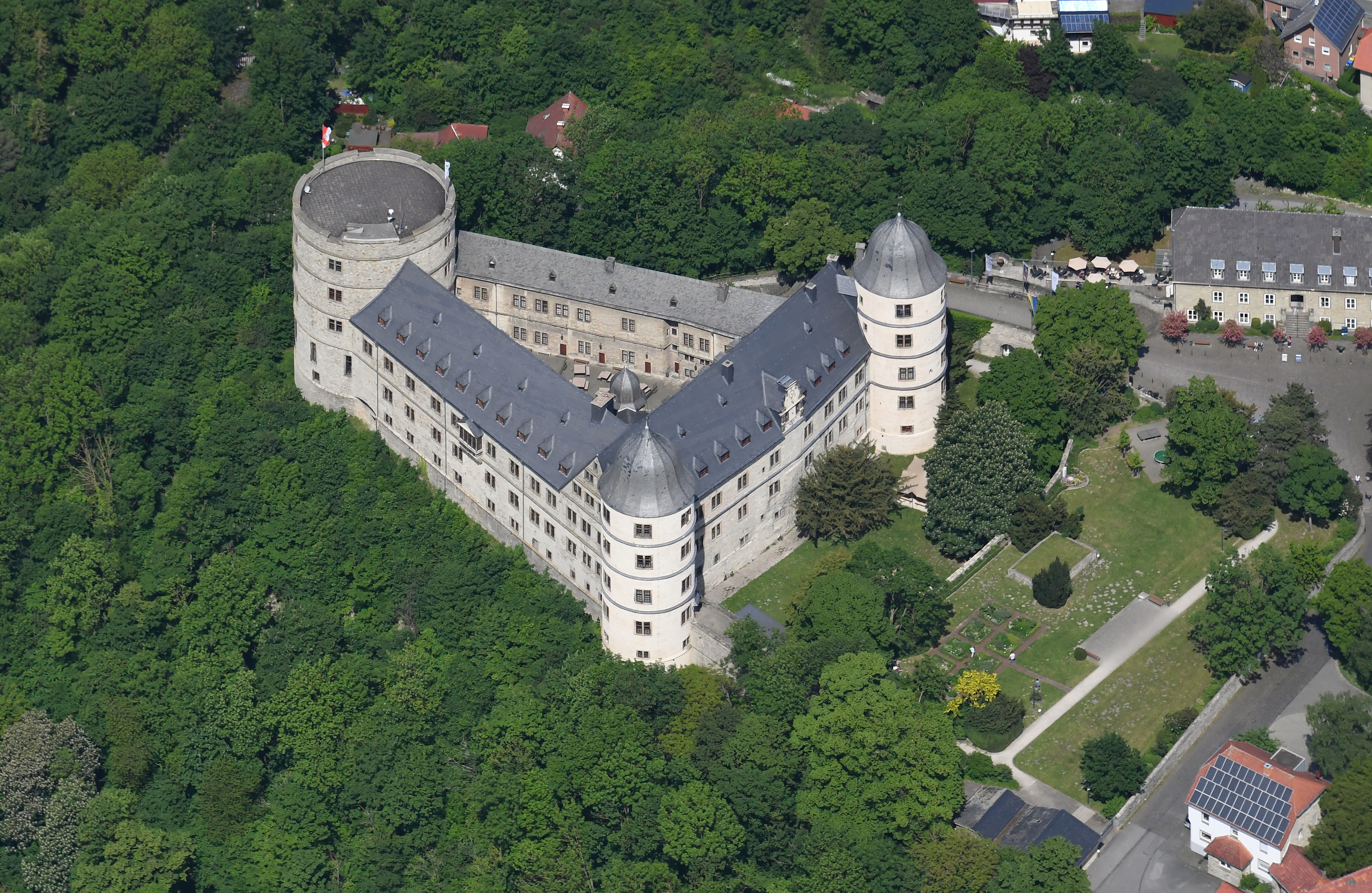
Vista aerea del castello di Wewelsburg

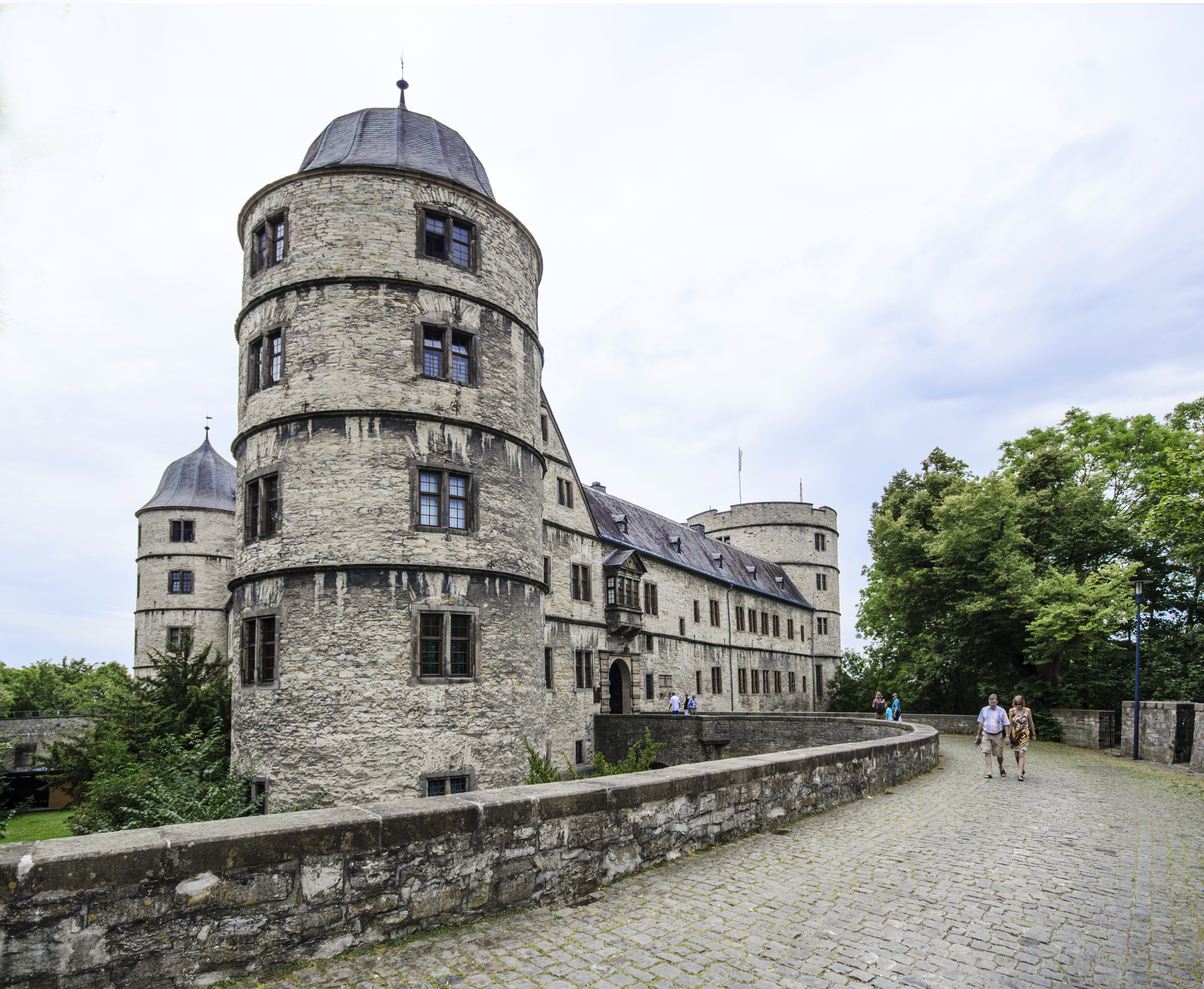
Wewelsburg

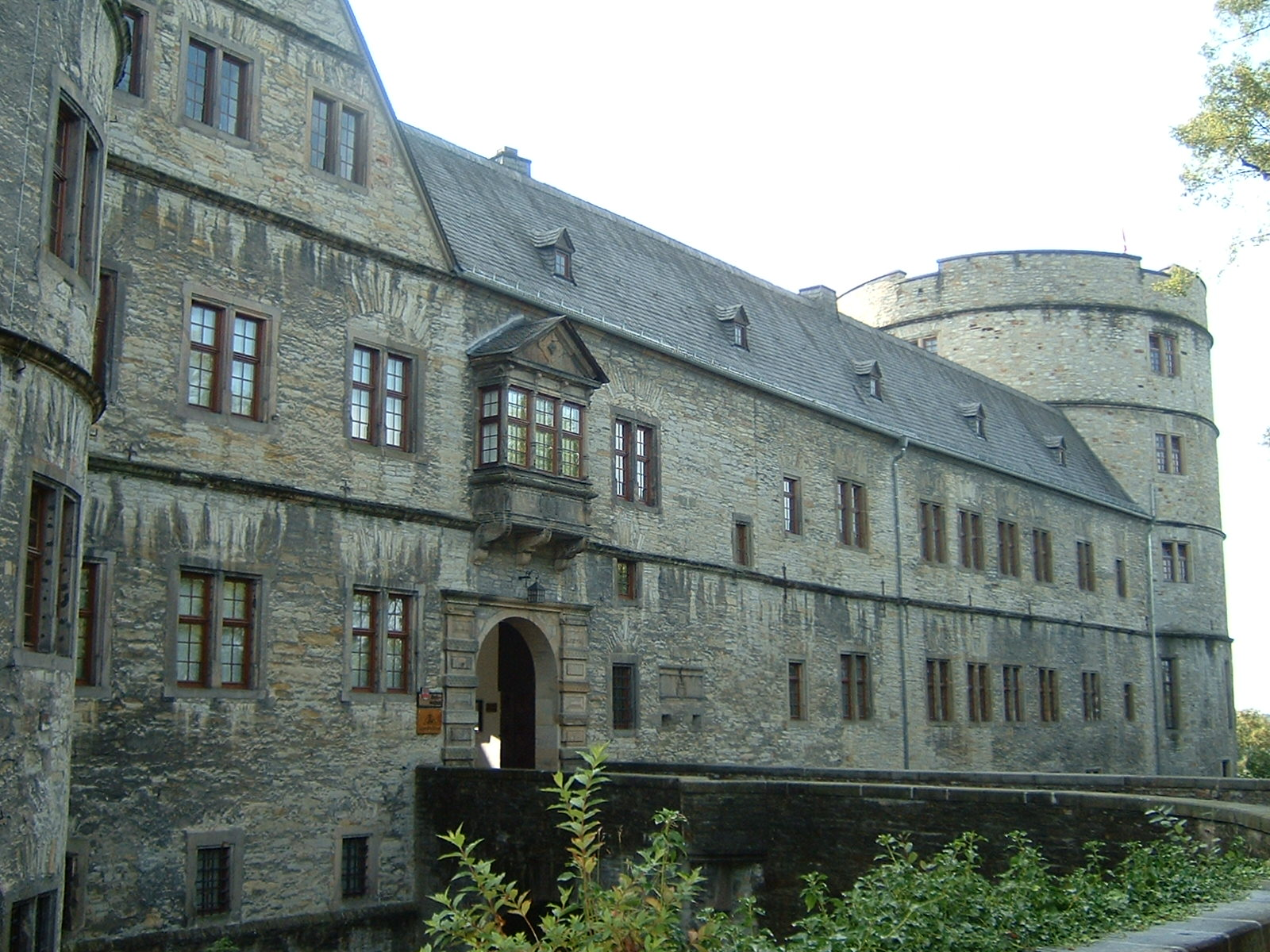
Wewelsburg

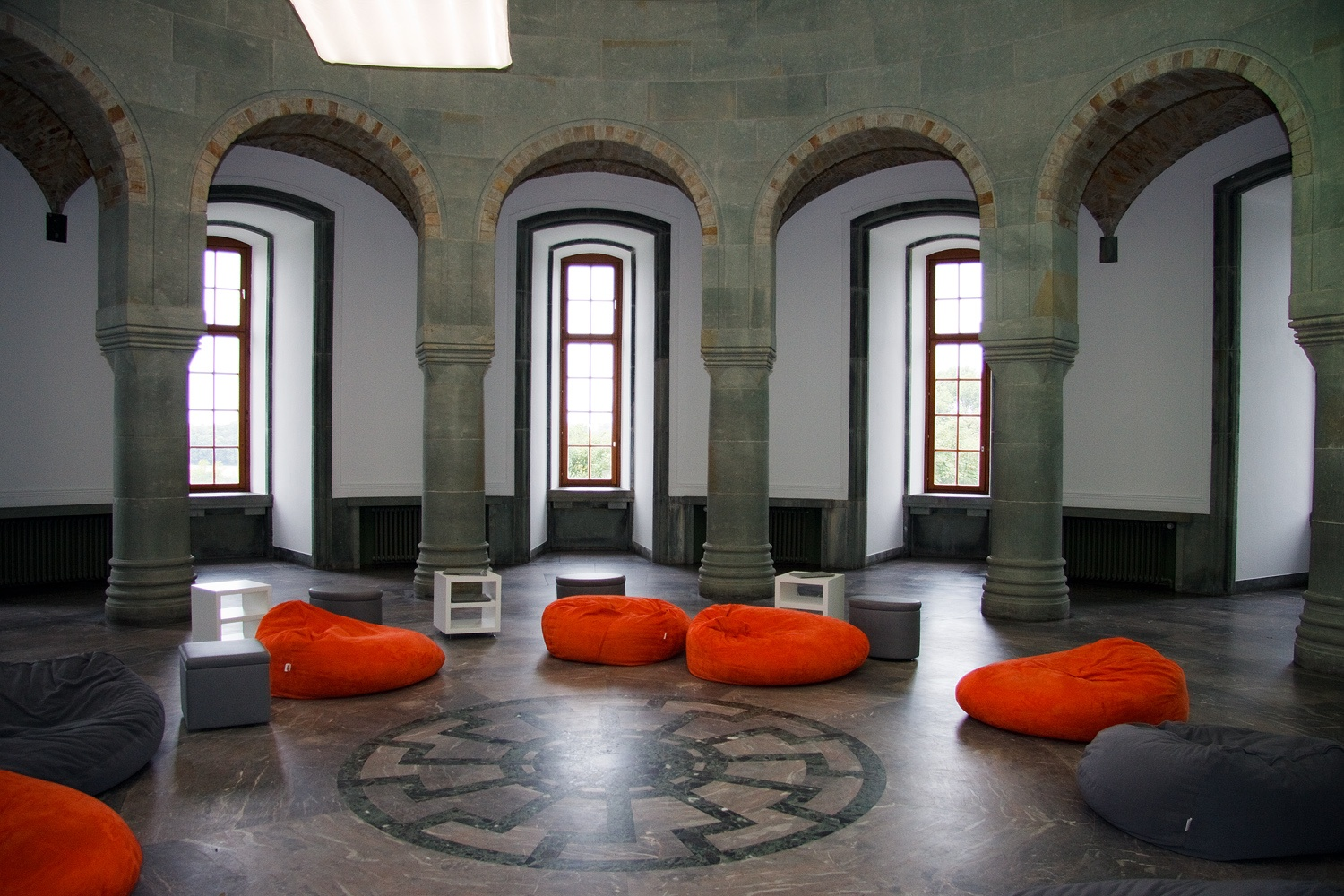
"Obergruppenführersaal"

## Periodo nazista
Nel 1925 il castello era stato ristrutturato per farne un museo, un ristorante ed un ostello; sei anni più tardi, la Torre Nord cominciò a dare segni di cedimento strutturale tanto che furono approntati dei cavi di ancoraggio per evitarne il crollo.
Nel 1934, dietro suggerimento di Karl Maria Wiligut, Heinrich Himmler firmò un contratto di affitto del castello per 100 anni per la cifra simbolica di 100 marchi con il circondario di Paderborn, inizialmente intendendo ristrutturare il castello per farne una "Reichsführerschule SS", una scuola per i dirigenti nazisti (i cosiddetti SS "Führerkorps"). 

### La scuola delle SS
I membri principali della Scuola delle SS a Wewelsburg erano:
- Heinrich Himmler
- Manfred von Knobelsdorff (Comandante)
- Siegfried Taubert (Comandante)
- Karl Elstermann von Elster, Stabsführer (rimpiazzato poi da Paul Hübner)
- Walter Muller, Hauptsturmführer
- Josef "Pepi" Schneid, Hauptsturmführer
- Walter Franzius, architetto
- Karl Lasch
- dr. Hans-Peter de Courdes
- dr. Bernhard Frank, SS-Comandante dell'Obersalzberg
- dr. Heinrich Hagel, medico e Obersturmbannführer
- Wilhelm Jordan
- Elfriede Wippermann

Le attività che vi venivano svolte erano le seguenti:
- studio della preistoria
- studio della storia medievale e del folklore popolare
- costruzione della "Biblioteca delle Schutzstaffeln di Wewelsburg"
- rafforzamento dell'ideologia nazionalsocialista nel villaggio di Wewelsburg[5]

### Le varianti architettoniche
Heinrich Himmler rimase da subito colpito dalla forma a freccia del castello, che contrariamente ad altre costruzioni, seguiva l'asse Nord-Sud invece del più consueto Est-Ovest. Tale vettore risulta per Himmler il centro del castello e quindi della Germania nazista.
A partire dal 1936 volle rafforzare il ruolo di Wewelsburg come centro rappresentativo e ideologico delle SS. Nel 1938, Siegfried Taubert fu incaricato di ristrutturare il castello. Pare che anche l'Ahnenerbe sia stata coinvolta nella fase di progettazione della ristrutturazione. In principio il Reichsarbeitsdienst (RAD) apportò le modifiche al castello. I prigionieri dei campi di concentramento di Niederhagen e della Sassonia furono usati per realizzare gran parte dei lavori fra il 1939 e 1943, sotto il controllo dell'architetto Hermann Bartels e dell'esoterista austriaco Karl Maria Wiligut.
Secondo i piani di Heinrich Himmler, il castello doveva essere il "centro del nuovo mondo" ("Zentrum der neuen Welt") dopo la "vittoria finale". Per questo motivo, era stata progettata la realizzazione di un muro circolare del diametro di un chilometro attorno al castello.

#### La torre nord

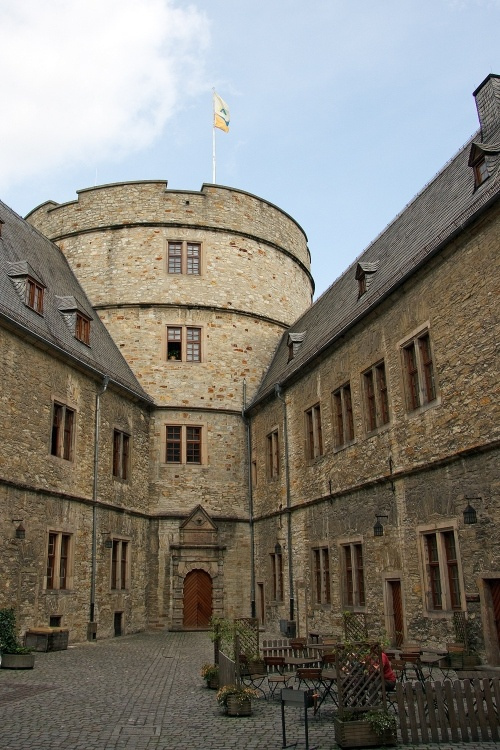
Cortile interno

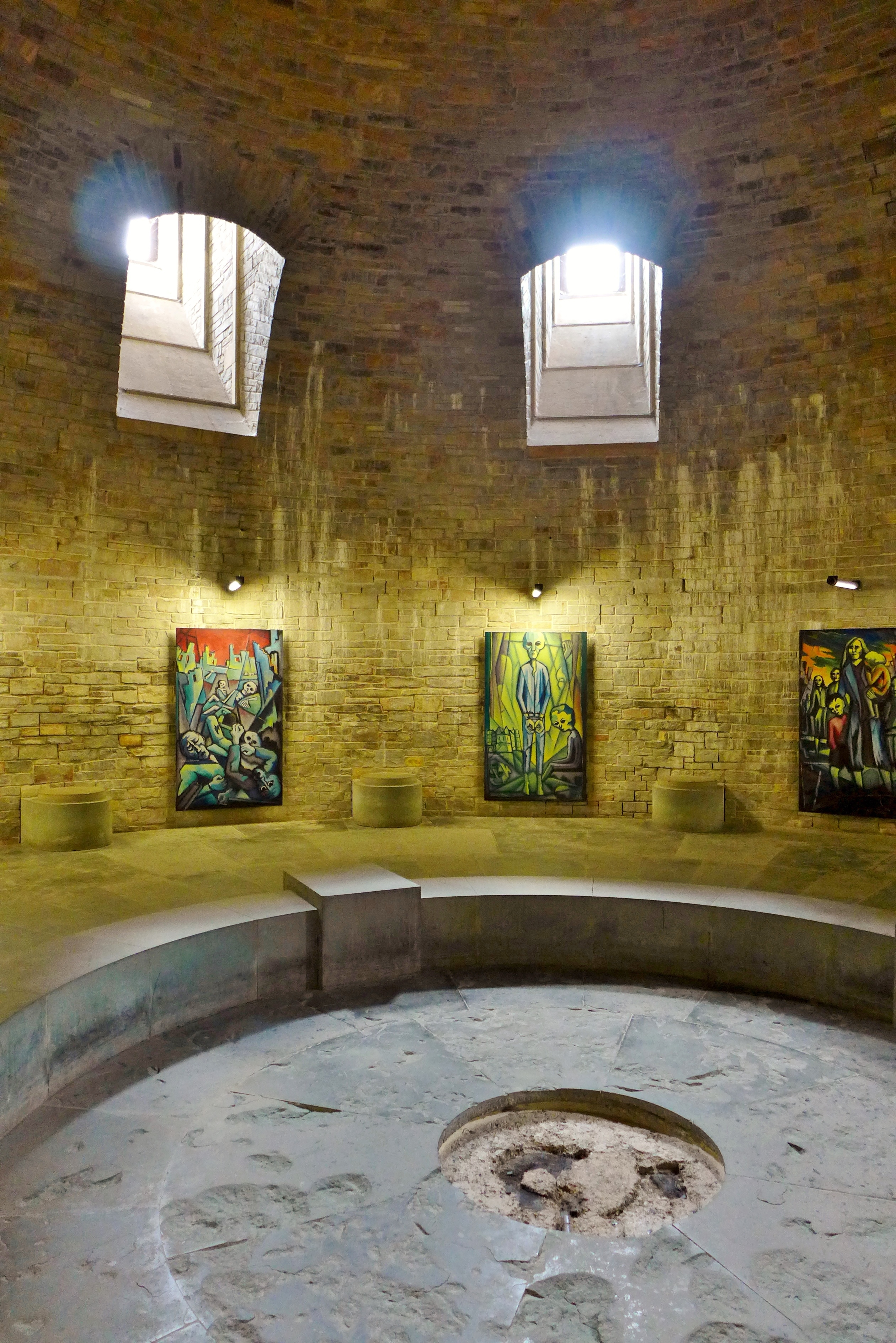
Cripta del castello

Nella torre nord del castello sono presenti due stanze create dalla SS con precisi intenti simbolici; la torre stessa è stata chiamata "Centro del Mondo" dagli architetti che la hanno riprogettata.
La prima stanza, la "Obergruppenführersaal" (letteralmente: Obergruppenführer - Camera dei generali) è un salone di rappresentanza. Il pavimento in marmo è decorato con un ornamento ed un mosaico circolare di colore verde scuro chiamato "Sole Nero" (Schwarze Sonne); questo è una ripresa del cerchio del sole, simbolo usato dal misticismo nazista e alcune correnti dell'Etenismo. Originariamente al centro dell'ornamento vi era un disco in oro; il termine "Sole Nero" per il mosaico di Wewelsburg divenne popolare dopo la Seconda Guerra Mondiale quando il disco d'oro venne rimosso.
La seconda stanza, nel seminterrato è una stanza per la preghiera per le SS defunte; questa stanza è tuttavia rimasta incompiuta..
Nelle intenzioni di Himmler, il castello era il luogo dove far rinascere i Cavalieri della Tavola Rotonda, che dovevano essere impersonati da 12 ufficiali delle SS. Questi dodici cavalieri sarebbero stati il seguito di Himmler durante riti sconosciuti praticati all'interno del castello. Benché ci siano i presupposti per ritenere che questi incontri avvenissero regolarmente, l'unica riunione documentata è del giugno 1941.
Il castello era la base spirituale di ogni membro delle SS: alla morte di uno degli ufficiali, le sue ceneri sarebbero dovute essere sepolte nel castello; similmente, qualunque destinatario di uno dei Totenkopfrings di Himmler doveva restituire il suo anello al castello nel momento della sua morte.
Quando si capì che la sconfitta era inevitabile, Himmler ordinò a Heinz Macher con 15 dei suoi uomini di distruggere il castello di Wewelsburg, solo due giorni prima che la 3ª Divisione di fanteria americana occupasse la zona. I rapporti militari variano dalla distruzione quasi completa al danneggiamento grave solo della torre nord.

## Dopo la seconda guerra mondiale
I danni della guerra furono presto riparati dopo che il territorio fu bonificato dagli esplosivi. Attualmente il castello ospita un ostello della gioventù ed un museo.
Nel 2006 e nel 2007 ha ospitato l'annuale Internacia Seminario, un incontro della gioventù esperantista.